# Vojislav Avramović
Vojislav Avramović (Beograd, 1954) srpski je pijanista.

## Biografija
Diplomirao je na „Fakultetu muzičke umetnosti“- odsek klavir u klasi prof.Dušana Trbojevića 1977 god. Specijalističke studije-odsek čembalo završio je u klasi prof.Olivere Đurđević 1978 god. Kao profesor klavira radio je u periodu od 1977 do 1982 god. (Baletska škola „Lujo Davičo“ i Muzička škola „Josif Marinković“.) 1981 godine položio je Stručni ispit. Iste godine, završio je seminar za organizatore muzičkih aktivnosti. Obavljao je funkciju direktora muzičke škole „ Josif Marinković “ u periodu od 1982. do 1993; Bio je direktor srednje muzičke škole ,, Josip Slavenski “ od 1993. do 2000.
Rukovodilac „Aktiva direktora muzičkih i baletskih škola Beograda“ (od 1984 god. do 1986 god.) ;(od 1995 god. do1997 god.) Predsednik „Zajednice muzičkih i baletskih škola Srbije“(od 1996 god. do 2000 god.) Direktor „Smotre muzičkih i baletskih talenata u Sremskim Karlovcima“( od 1996 god. do 2000 god. ) Direktor „Jugoslovenskog takmičenja učenika muzičkih škola“(od 1996 god. do 2000 god.)
Predsednik „Muzičke omladine Srbije“ ( od 1998 god. do 2000 god.) Prodekan za Nastavu i nauku na „Akademiji lepih umetnosti“ u Beogradu (u periodu od 2003 god. do 2006 god.) Nagrađen diplomom „Saveza kompozitora Sankt Peterburga“ i „Ministarstva kulture Ruske Federacije“ za doprinos propagandi savremene muzike 1997.
Diploma „Internacionalnog udružnja ljubitelja muzike“ 2005. Diploma „Udruženja muzičkih i baletskih pedagoga Srbije“ za umetničko-pedagoški rad 2007. Priznanje „Zajednice muzičkih i baletskih škola Srbije“ za razvoj
Član „Komisije za strategiju razvoja talentovane dece SR Srbije“  („Nacionalni Prosvetni savet“) 2007. Predsednik komisije za izradu Nastavnih programa za osnovne muzičke škole za potrebe „Ministarstva prosvete Srbije“ 2007 god. Recenzent za Akreditaciju fakulteta pri komisiji „Nacionalnog saveta“. Savetnik u „Zavodu za unapređivanje obrazovanja i vaspitanja“ za muziku (od 2006 do 2011 godine). Docent na „Akademiji lepih umetnosti“ od 2004 do 2007 godine. Vanredni profesor „Akademije lepih umetnosti“ u Beogradu od 2007 godine. Prodekan za Nastavu na „Akademiji lepih umetnosti“ u Beogradu od 2007. Predsednik Organizacionog odbora „Smotre muzičkih talenata u Sremskim Karlovcima“ od 2011 god.-) Član žirija „Medjunarodnog Moskovskog festivala slovenske muzike“ (2011, 2012, 2013,2014,2015 godine.)Predsednik žirija za discipline klavirskih dua 2015 god.
Trenutno :
Predsednik „Udruženja muzičkih i baletskih pedagoga Srbije“ (od 2010 god.-2021) www.umbps.org.rs Član „Nacinalnog prosvetnog saveta“( od 2011 god-) Direktor Medjunarodnog takmičenja „Petar Konjovic“ (od 2010 god.-) Predsednik Organizacionog odbora „Smotre muzičkih talenata u Sremskim Karlovcima“(od 2011 god. -) Redovni profesor klavira na Univerzitetu Union u Beogradu (od 2007 god.-) Redovni profesor klavira na Univerzitetu Slobomir P u Bijeljini i Beogradu (2015-) 2015 god dobio je prestižnu nagradu Orden Cirila i Metodija, Slovenskog Fonda Rusije za razvoj Slovenske kulture.